# Teofanie

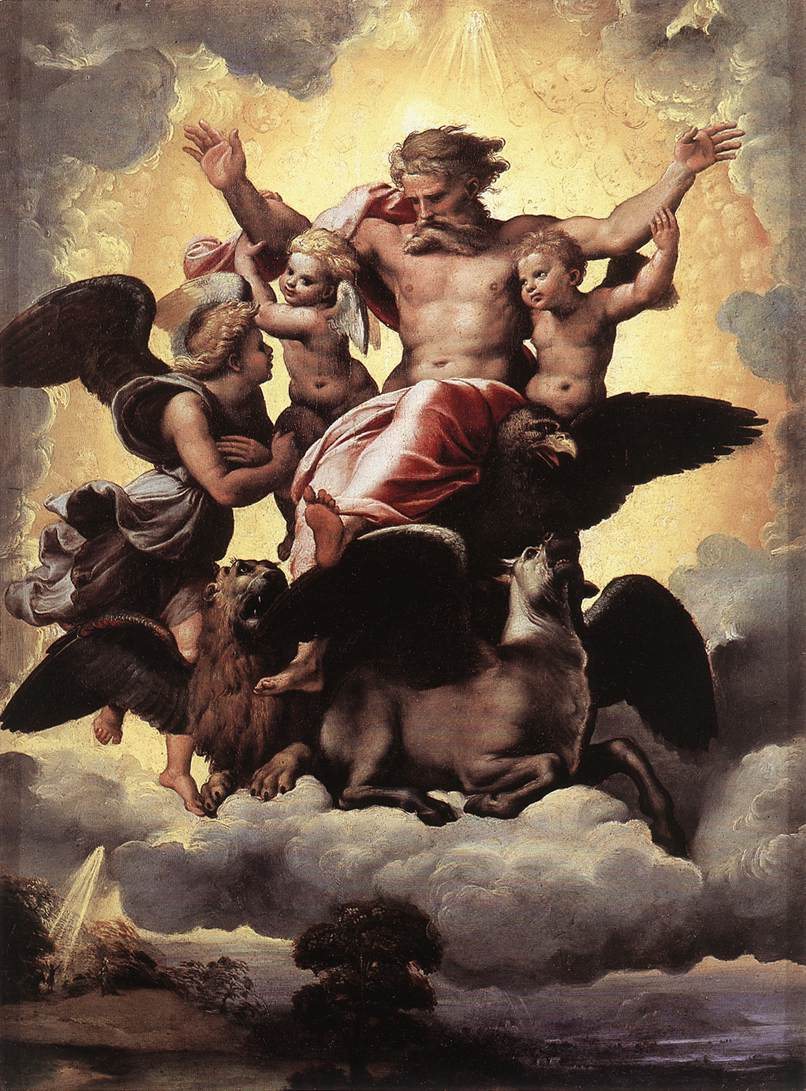
Boží teofanie podle malíře Raffaela

Teofanie (z řeckého (ἡ) θεοφάνεια theophaneia, znamenající zjevení božstva), zastarale také theofanie, je název pro setkání člověka s bohem/Bohem, ať již jde o božstva starověká a polyteistická (řecký Zeus, hinduistický Kršna...) nebo Boha monoteistického (biblický Hospodin, islámský Alláh...).

## Povolání za proroka
Ve svatých knihách nacházíme řadu teofanií. Většinou jde o momenty, kdy se Bůh zjevuje člověku, jehož povolá za proroka. Toto povolání má vícero podob; takřka každý prorok světových náboženství má trochu odlišnou verzi Božího zjevení.
Je to vždy Bůh, kdo navazuje dialog s člověkem, ačkoliv může jít o odpověď na předchozí prosby a modlitby. Proroctví tak v pravém slova smyslu nikdy nemůže být institucionalizováno, protože Bůh si vybírá suverénně a neočekávaně, ke komu se "stane jeho slovo". Pro dotyčného jde pak často o otřesný zážitek.

## Biblická teofanie
V žido-křesťanském prostředí si Bůh své tlumočníky vybírá nezávisle na jejich zaměstnání a společenské třídě. Ačkoliv někteří proroci byli z kněžského (Jeremjáš) nebo královského (Izajáš) rodu, nacházíme mezi biblickými proroky i zcela obyčejné pastýře (Ámos) nebo osoby, o nichž se nám nedochovaly téměř žádné zprávy.

### Mojžíšova teofanie
Jednou z nejstarších a nejznámějších biblických teofanií je povolání Mojžíše za proroka. Jde o slavnou scénu s hořícím keřem, při níž izraelský Bůh zjevuje svoje jméno (tajemné JHVH, neboli "Já JSEM"). Biblický text je nejspíš složen z 2 různých literárních zdrojů (tzv. Jahvisty a Elohisty, viz teorie o původu Mojžíšových knih), proto není zcela jasné, zda se Mojžíšovi v hořícím keři zjevil anděl, Duch Svatý nebo sám Jehova.
Mojžíš pásl ovce svého tchána Jitra, midjánského kněze. Jednou vedl ovce až za step a přišel k Boží hoře, k Chorébu. Tu se mu ukázal Hospodinův posel v plápolajícím ohni uprostřed trnitého keře. Mojžíš viděl, jak keř v ohni hoří, ale není jím stráven. Řekl si: „Zajdu se podívat na ten veliký úkaz, proč keř neshoří. Hospodin viděl, že odbočuje, aby se podíval. I zavolal na něho Bůh zprostředku keře: „Mojžíši, Mojžíši!“ Odpověděl: „Tu jsem.“ Řekl: „Nepřibližuj se sem! Zuj si opánky, neboť místo, na kterém stojíš, je půda svatá.“ A pokračoval: „Já jsem Bůh tvého otce, Bůh Abrahamův, Bůh Izákův a Bůh Jákobův.“ Mojžíš si zakryl tvář, neboť se bál na Boha pohledět.  Exodus 3:1-6

### Teofanie Soudců
V případě knihy Soudců je někdy sporné, zda jde o skutečné teofanie (zjevení Boha) nebo pouhá zjevení Hospodinových poslů. Obě verze jsou zahrnuty v textu jednotlivých zjevení a vznikly nejspíš sloučením 2 odlišných tradic (viz Teorie vzniku Tóry). Jahvistický spisovatel užívá ve své tvorbě reálných fyzických zjevení Jehovy, zatímco elohistický spisovatel používá při popisu spíše komunikace mezi proroky a anděly. Při finální redakci biblických knih nejspíš došlo k zachování veršů z obou paralelních verzí.

#### Gedeon
Příkladem teofanie z knihy Soudců je například scéna mezi Gedeonem a Božím poslem/Bohem. Pasáž začíná elohistickým popisem události (Sd 6:11-13):
I přišel Hospodinův posel a posadil se v Ofře pod posvátným stromem, který náležel Jóašovi Abíezerskému; jeho syn Gedeón mlátil pšenici v lisu, aby s ní utekl před Midjánci. Hospodinův posel se mu ukázal a oslovil jej: „Hospodin s tebou, udatný bohatýre!“ Gedeón mu odpověděl: „Dovol, můj pane, je-li s námi Hospodin, proč nás tohle všechno potkává? Kde jsou všechny jeho podivuhodné činy, o nichž nám vypravovali naši otcové? Říkali: ‚Což nás Hospodin nevyvedl z Egypta?‘ Ale teď nás Hospodin zavrhl a vydal do rukou Midjánců.“ 

Hned za touto úvodní pasáží však začíná jahvistická teofanie (6:15-18):
Hospodin se k němu obrátil a pravil: „Jdi v této své síle a vysvobodíš Izraele z rukou Midjánců. Hle, já tě posílám.“ On mu však namítl: „Dovol prosím, Panovníku, jak bych mohl Izraele vysvobodit? Můj rod je v Manasesovi nejslabší a já jsem v otcovském domě nejnepatrnější.“ Ale Hospodin mu řekl: „Protože já budu s tebou, pobiješ Midjánce jako jediného muže.“ Tu jej požádal: „Jestliže jsem opravdu našel u tebe milost, dej mi nějaké znamení, že se mnou mluvíš ty sám. Jenom se odtud nevzdaluj, dokud k tobě nepřijdu. Rád bych přinesl dar a předložil ti jej.“ Odpověděl: „Zůstanu, dokud se nevrátíš.“ 

Elohistický text se následně ještě několikrát střídá s jahvistickým (E 6:20-22, J 6:23-27) a popisuje zvláště Gedeonovo zděšení nad tím, že spatřil Hospodinova posla (nebo Hospodina samotného).

#### Samson
Podobně matoucí střídání elohistického zjevení anděla a jahvistické teofanie se v knize Soudců vyskytuje ještě v příběhu o narození Samsona. Text opět začíná elohistickou formou (Sd 13:3-20):
I ukázal se té ženě Hospodinův posel a řekl jí: „Hle, ty jsi neplodná, nerodila jsi, avšak otěhotníš a porodíš syna... Žena přišla povědět svému muži: „Přišel ke mně muž Boží; vypadal jako Boží posel, tak byl hrozný. Ani jsem se ho nezeptala, odkud je, a on mi své jméno nepověděl. 

Jahvista je pravděpodobně autorem závěrečných veršů (13:22, ale možná také 13:18), které naznačují, že nešlo o zjevení Božího posla, nýbrž Boží teofanii:
(Manóach) řekl své ženě: „Určitě zemřeme, neboť jsme viděli Boha.“ 

### Samuelova teofanie
Ústřední postava Knih Samuelových a tradiční autor knihy Soudců a knihy Rút, prorok Samuel, zažil Boží teofanii asi v 12 letech věku. Během tohoto období žil a bydlel v izraelském chrámu, kde ležela Schrána úmluvy. Dle textu byla teofanie v Samuelově době vzácným jevem (verš 3:1).
Hospodin zavolal na Samuela. On odpověděl: „Tu jsem.“ Běžel k Élímu a řekl: „Tu jsem, volal jsi mě.“ On však řekl: „Nevolal jsem, lehni si zase.“ Šel si tedy lehnout. Ale Hospodin zavolal Samuela znovu. Samuel vstal, šel k Élímu a řekl: „Tu jsem, volal jsi mě.“ On však řekl: „Nevolal jsem, můj synu, lehni si zase.“ Samuel ještě Hospodina neznal a Hospodinovo slovo mu ještě nebylo zjeveno. A znovu, potřetí, zavolal Hospodin Samuela. On vstal, šel k Élímu a řekl: „Tu jsem, volal jsi mě.“ Tu Élí pochopil, že mládence volá Hospodin. I řekl Élí Samuelovi: „Jdi si lehnout; jestliže tě zavolá, řekneš: Mluv, Hospodine, tvůj služebník slyší.“ Samuel si tedy šel lehnout na své místo. A Hospodin přišel, stanul a zavolal jako předtím: „Samueli, Samueli!“ Samuel odpověděl: „Mluv, tvůj služebník slyší. Hospodin řekl Samuelovi: „Hle, já učiním v Izraeli něco takového, že bude znít v obou uších každému, kdo o tom uslyší...“ 1.Kniha Samuelova 3:4-14

### Míkajášova teofanie
Prorok Míkajáš nemá v biblickém kánonu vlastní knihu. Vystupuje však v 1.Knize královské, kde také najdeme jeho vlastní popis Boží teofanie:
(Míkajáš řekl): "Viděl jsem Hospodina, sedícího na trůně. Všechen nebeský zástup stál před ním zprava i zleva. Hospodin řekl: ‚Kdo zláká Achaba, aby vytáhl a padl u Rámotu v Gileádu?‘ Ten říkal to a druhý ono. Tu vystoupil jakýsi duch, postavil se před Hospodinem a řekl: ‚Já ho zlákám.‘ Hospodin mu pravil: ‚Čím?‘ On odvětil: ‚Vyjdu a stanu se zrádným duchem v ústech všech jeho proroků.‘ Hospodin řekl: ‚Ty ho zlákáš, ty to dokážeš. Jdi a učiň to!‘ A nyní, hle, Hospodin dal zrádného ducha do úst všech těchto tvých proroků. Hospodin ti ohlásil zlé věci.“ Sidkijáš, syn Kenaanův, přistoupil, uhodil Míkajáše do tváře a řekl: „Kudy přešel Hospodinův duch ode mne, aby mluvil skrze tebe?“ Míkajáš mu odpověděl: „To uvidíš v onen den, až vejdeš do nejzazšího pokojíku, aby ses ukryl.“ 1.Královská 22:19-25

### Ámosova teofanie
Prorok Ámos (který byl povolán 10 let před Izajášem) popisuje v poslední kapitole své knihy krátkou teofanii, která by však také mohla být prorockou alegorií.
Spatřil jsem Panovníka, jak stojí nad oltářem. Řekl: „Udeř do hlavice sloupu , až se zachvějí prahy! Sraz jim to všechno na hlavu; ty poslední vybiji mečem. Nikdo z nich neuteče, neunikne, nevyvázne. I kdyby se prokopali do podsvětí, má ruka je odtud vezme. Kdyby vystoupili na nebesa, strhnu je odtud. Ukryjí-li se na vrcholu Karmelu, vypátrám je a vezmu je odtud. Skryjí-li se před mým zrakem na mořském dně, poručím hadu a vyštípe je odtud. Půjdou-li před svými nepřáteli do zajetí, poručím meči, aby je tam pobil, neboť můj zrak spočinul na nich ke zlému a ne k dobrému.“ Ámos 9:1-4

### Izajášova teofanie
Starozákonní prorok Izajáš, žijící pravděpodobně v 8.-7. století př. n. l., popisuje Boží teofanii v 6.kapitole své knihy (o autorství textu viz Kniha Izajáš). Podobně jako další proroci, i Izajáš v prvním okamžiku teofanie myslí na svou vlastní nízkost, hříšnost a nehodnost, tváří v tvář dokonale dobrému Bohu.
Toho roku, kdy zemřel král Uzijáš, spatřil jsem Panovníka. Seděl na vysokém a vznosném trůnu a lem jeho roucha naplňoval chrám... I řekl jsem: „Běda mi, jsem ztracen. Jsem člověk nečistých rtů a mezi lidem nečistých rtů bydlím, a spatřil jsem na vlastní oči Krále, Hospodina zástupů.“ Tu ke mně přiletěl jeden ze serafů. V ruce měl žhavý uhlík, který vzal kleštěmi z oltáře, dotkl se mých úst a řekl: „Hle, toto se dotklo tvých rtů, tvá vina je odňata a tvůj hřích je usmířen.“ Vtom jsem uslyšel hlas Panovníka: „Koho pošlu a kdo nám půjde?“ I řekl jsem: „Hle, zde jsem, pošli mne!“ Izajáš 7:1-8

### Jeremjášova teofanie
Judský prorok Jeremjáš zažil podle stejnojmenné knihy Boží teofanii v útlém mládí (odhaduje se 15-25 let). Na tento fakt sám prorok při rozhovoru s Jehovou poukazuje (verš 1:6). Podle textu (verš 1:2) byl povolán během 13.roku vlády krále Josiáše, tedy asi rok po rozsáhlé reformě judského náboženství a chrámového kultu.
Stalo se ke mně slovo Hospodinovo: „Dříve než jsem tě vytvořil v životě matky , znal jsem tě, dříve než jsi vyšel z lůna, posvětil jsem tě, dal jsem tě pronárodům za proroka.“ Nato jsem odpověděl: „Ach, Panovníku Hospodine, nevím, jak bych mluvil. Jsem přece chlapec.“ Ale Hospodin mi řekl: „Neříkej: Jsem chlapec. Všude, kam tě pošlu, půjdeš, a všechno, co ti přikážu, řekneš. Neboj se jich, já budu s tebou a vysvobodím tě, je výrok Hospodinův.“ Hospodin vztáhl svou ruku a dotkl se mých úst. Pak mi Hospodin řekl: „Hle, vložil jsem ti do úst svá slova. Hleď, tímto dnem tě ustanovuji nad pronárody a nad královstvími, abys rozvracel a podvracel, abys ničil a bořil, stavěl a sázel.“ Jeremjáš 1:4-10

### Ezechielova teofanie
Kniha Ezechiel je oproti jiným biblickým knihám specifická v tom, že popisuje hned několik Božích teofanií, které zažil prorok Ezechiel. Ten byl při tzv. první deportaci za judského krále Jójakíma odvlečen do Babylona a stal se hlasatelem nejen budoucího pádu Jeruzaléma, ale především apokalypticky laděných vizí.
Třicátého roku ve čtvrtém měsíci , pátého dne toho měsíce, když jsem byl mezi přesídlenci u průplavu Kebaru, otevřela se nebesa a měl jsem různá vidění od Boha. Viděl jsem, jak se přihnal bouřlivý vítr od severu, veliké mračno a šlehající oheň; okolo něho byla zář a uprostřed ohně jakýsi třpyt oslnivého vzácného kovu. Uprostřed něho bylo cosi podobného čtyřem bytostem, které se vzhledem podobaly člověku. Každá z nich měla čtyři tváře a každá čtyři křídla... Vypadalo to jako duha, která bývá na mračnu za deštivého dne, tak vypadala ta záře dokola; byl to vzhled a podoba Hospodinovy slávy. Když jsem to spatřil, padl jsem na tvář a slyšel jsem hlas mluvícího.Řekl mi: „Lidský synu, postav se na nohy; budu s tebou mluvit.“ Jakmile ke mně promluvil, vstoupil do mě duch a postavil mě na nohy. I slyšel jsem ho k sobě mluvit. Ezechiel 1:1+4-6+28; 2:2 

### Jobova teofanie
Jobova teofanie je v kontextu jiných Božích zjevení unikátní v tom, že Jehova mluví k prorokovi "ze smrště", neboli z bouřky. Jde o motiv, který nacházíme ve starověké mezopotámské literatuře a který je zapasován do příběhu biblického Joba (který pravděpodobně nebyl izraelského, nýbrž edomitského původu). Bůh v této pasáži odpovídá Jobovi na jeho pochybnosti, ačkoliv jej v samotném závěru žehná za jeho víru a dobrotu srdce (42:7-17).
I promluvil Hospodin ze smrště na Joba se slovy: „Kdo to zatemňuje úradek Boží neuváženými slovy? Nuže, opásej si bedra jako muž, budu se tě ptát a poučíš mě. Kde jsi byl, když jsem zakládal zemi? Pověz, víš-li něco rozumného o tom. Víš, kdo stanovil její rozměry, kdo nad ní natáhl měřicí šňůru? Posíláš snad pro blesky, aby přišly a ohlásily se ti: ‚Tu jsme‘? Kdo je tak moudrý, aby sečetl mraky? Můžeš ulovit pro lva kořist a uspokojit lačnost lvíčat, když se krčí v peleších, číhají ve svém doupěti v houští? Kdo opatří úlovek krkavci, když jeho mláďata volají k Bohu a bloudí bez potravy? Smí se člověk přít se Všemocným? Smí ho kárat? Ten, kdo Boha obvinil, ať odpovídá.“ 
Jób na to Hospodinu odpověděl: „Co ti odpovím, když jsem tak bezvýznamný! Kladu si na ústa ruku... Ano, hlásal jsem, čemu jsem nerozuměl. Jsou to věci pro mě příliš divuplné, které neznám. Rač mě vyslyšet a nech mě mluvit; budu se tě ptát a poučíš mě. Jen z doslechu o tobě jsem slýchal, teď však jsem tě spatřil vlastním okem. Proto odvolávám a lituji všeho v prachu a popelu.“ Job, kapitoly 38-42 (výběr)

## Teofanie v mormonismu
Mormonismus odvozuje svou historii od teofanie amerického teologa, Josepha Smithe, který údajně ve 14 letech spatřil Boha Otce i jeho Syna, Ježíše Krista. Ve svém životopise tento příběh popisuje slovy:
"Spatřil jsem sloup světla přesně nad svou hlavou, převyšující jas slunce, který ponenáhlu sestupoval, dokud nespočinul na mně. Když světlo spočinulo na mně, spatřil jsem dvě Bytosti, jejichž jas a sláva se vymyká veškerému popisu, stojící nade mnou ve vzduchu. Jedna z nich ke mně promluvila, nazývajíc mne jménem, a řekla, ukazujíc na druhou – Toto je můj Milovaný Syn. Slyš Jej!" Životopis Josepha Smithe 1:16-17

Mormonská teofanie započala vznik jednoho z nejvýznamnějších moderních křesťanských hnutí v Americe. Žádný ze Smithových nástupců však podobnou teofanii nezaznamenal.